# Struth (Flieden)
Die Struth ist ein Ortsteil der Gemeinde Flieden im Süden des osthessischen Landkreises Fulda.
Die Streusiedlung Struth liegt auf dem Hessischen Landrücken, dem verbindenden Höhenzug zwischen Rhön und Vogelsberg. Der Ort hat keine eigene Gemarkung.
Er grenzt im Norden an Döngesmühle, im Osten an Flieden, im Süden an Höf und Haid und im Nordwesten an Magdlos.
1959 hielt sich der saudische Thronfolger und spätere König Faisal ibn Abd al-Aziz kurz im Ort auf. Er hatte sich zu einer Kur in Bad Nauheim aufgehalten. Da er an Erntemaschinen interessiert war, dort jedoch die Felder bereits abgeerntet waren, reiste er auf die Struth.
Bis 1972 war die Struth ein Ortsteil von Flieden. Erst seit 2001 hat der Ort einen separaten Ortsbeirat. In ihm sind die CDU und die Neue Liste Struth (NLS) vertreten. Bei den Kommunalwahlen 2011 erlangte die CDU die Mehrheit der Stimmen und verfügte so über die Mehrheit im Ortsbeirat. Ortsvorsteher war bis 2016 Jürgen Fliedner (NLS). Nach der jüngsten Kommunalwahl hat Struth keinen Ortsbeirat mehr, weil der Wahlvorschlag der CDU – eine andere Wählergruppe oder Partei reichte keinen Vorschlag zur Wahl ein –  weniger Bewerber beinhaltete als Sitze im Ortsbeirat zu verteilen waren.